# Организация работодателей
Организация работодателей или ассоциация работодателей — это коллективная организация производителей, розничных продавцов или других работодателей из наемного труда. Организации работодателей стремятся координировать поведение своих компаний-членов в вопросах, представляющих взаимный интерес, например, во время переговоров с профсоюзом или государственными органами. Организации работодателей действуют как профсоюзы и продвигают экономические и социальные интересы своих членских организаций.

## История
Капитализм основан на теоретической модели, в которой отдельные коммерческие организации конкурируют друг с другом в попытке получить преимущество в получении прибыли. Это соперничество между конкурентами, естественно, препятствует совместным действиям для продвижения общих интересов. Появление профсоюзов и их усилия по заключению коллективных договоров соглашений на местном или общеотраслевом уровне в конечном итоге проложили путь для совместных действий конкурентов, использующих такой труд в общий.
Коллективные организации, созданные коммерческими предприятиями, действующими согласованно по таким вопросам, известны по-разному как организации работодателей или ассоциации работодателей.
Исторически ассоциации работодателей были двух основных типов: ассоциации, состоящие только из работодателей в одной отрасли или отрасли, или ассоциации работодателей из широкого спектра отраслей на местном, региональном или национальном уровне.
Как и в случае с профсоюзами, первые организации работодателей возникли в крупных промышленных городах в первой половине XIX века. Как профсоюзы, так и организации работодателей имели тенденцию к локализации. По мере того, как профсоюзы начали размножаться и укрепляться в переговорах о заработной плате и условиях за счет использования забастовочных действий работодатели начали объединяться, чтобы ограничить ставки заработной платы и иным образом сковать возникающее организованное рабочее движение.

## Международные вариации
Роль и положение организации работодателей различны в разных странах. В странах с англосаксонской экономической системой (такими как Великобритания и Соединенные Штаты)), там, где нет институционализированного сотрудничества между организациями работодателей, профсоюзами и правительством, организация работодателей — это группа интересов или группа защиты интересов, которая посредством лоббирования пытается влиять на политику правительства. В этих странах организации работодателей, как правило, слабее, и многие из их функций перешли на отраслевые торговые группы, которые в основном являются связями с общественностью организациями.
В странах с социальной рыночной экономикой, таких как Австрии, Швеции и Нидерландов, организации работодателей являются частью системы институционализированных обсуждений вместе с правительством и профсоюзами. В трехсторонних переговорах заключаются так называемые социальные партнеры забастовочные соглашения по таким вопросам, как уровень цен, повышение заработной платы, налоговая ставка и пенсионное право. В этих странах ведение коллективных переговоров часто осуществляется на национальном уровне не между одной корпорацией и одним профсоюзом, а между национальными организациями работодателей и национальными профсоюзами.
В таких странах, как Швейцария, переговоры часто проходят на кантональном уровне, по отраслям. Государство не участвует в этих переговорах, но может вмешаться, если работодатели и профсоюзы не достигнут соглашения в секторе, где существует демпинг зарплаты.